# دریاچه گورکویه (استان نووسیبیرسک)
دریاچه گورکویه (به لاتین: Lake Gorkoye) یک دریاچه آب شور در روسیه است که در استان نووسیبیرسک واقع شده‌است.